# Cola

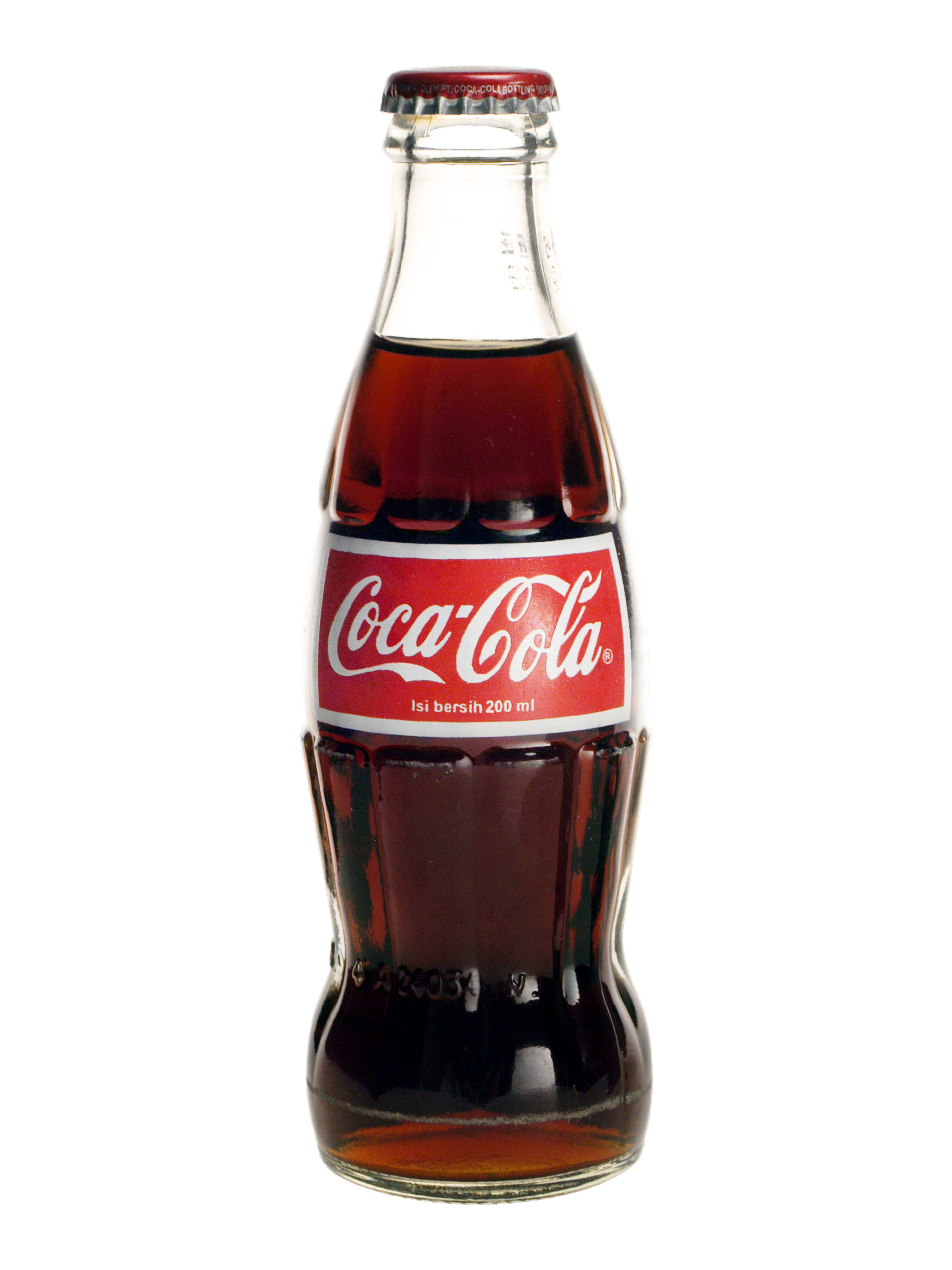
Phiên bản Indonesia của chai Coca-Cola với hình dạng đặc trưng

Cola là một thức uống ngọt, có gas chứa Acid carbonic thường có màu caramel và chứa cafein.
Kể từ khi dược sĩ John Pemberton là người đầu tiên phát minh ra loại thức uống này, Coca-Cola ngày nay đã trở nên phổ biến trên toàn thế giới. Coca-Cola và Pepsi là những nhãn hiệu quốc tế lớn,dẫn đầu trong lĩnh vực thức uống thường được xem là biểu tượng của Mỹ .

## Hương vị
Dù có tên như vậy, thành phần hương vị chính của nước uống cola là đường, dầu cam (quýt, hoặc vỏ thanh yên), quế, vanilla, và vị acid. Nhiều nhà sản xuất nước uống cola khác nhau thêm những nguyên liệu phụ vào thức uống để tạo ra hương vị khác biệt cho mỗi nhãn hiệu. Hương liệu phụ có thể là hạt nhục đậu khấu, oải hương, và rất nhiều thành phần khác, nhưng những hương vị cơ bản giúp đa số mọi người nhận ra được hương vị cola vẫn là vanilla và quế. Hạt kola, có vị đắng, mặc dù là nguồn gốc tên gọi của sản phẩm nước uống này, lại đóng góp rất ít thậm chí không hề có mặt trong đa số các công thức làm cola. Chất acid thường được sử dụng là acid phosphoric, đôi khi đi kèm với cam chanh hoặc các acid cô lập khác.
Những thức uống cola rẻ tiền có thể chỉ sử dụng hương liệu là vanilla và quế. Nhiều công thức cola được bảo vệ tuyệt mật và được xem là bí quyết của những nhà sản xuất, trong đó công thức mà Coca-Cola sử dụng có lẽ nổi tiếng trong số này.
Ngoài chất làm ngọt như sirô bắp độ ngọt cao, nhiều chất làm ngọt khác cũng có thể được dùng làm thành phần làm ngọt trong cola, như đường, stevia, hoặc một chất làm ngọt nhân tạo tùy vào sản phẩm và thị trường. Cola "Không đường" hoặc "ăn kiêng" chỉ chứa chất làm ngọt nhân tạo.

## Nhãn hiệu
Từ trước đến nay những nhãn hiệu cola thành công nhất trên toàn cầu là Coca-Cola và Pepsi. Có rất nhiều nhãn hiệu địa phương do những hãng sản xuất địa phương nhỏ sản xuất, nhưng cũng có quốc gia hoặc lục địa có những loại biến thể được sản xuất với số lượng lớn và lượng người tiêu thụ cao. Ngày nay cũng có nhiều nhà sản xuất cola chung chung trên toàn thế giới. Hiện nay tại Việt Nam có rất nhiều hãng như: Coca-Cola, Pepsi, Big Cola

## Phản ứng hóa học

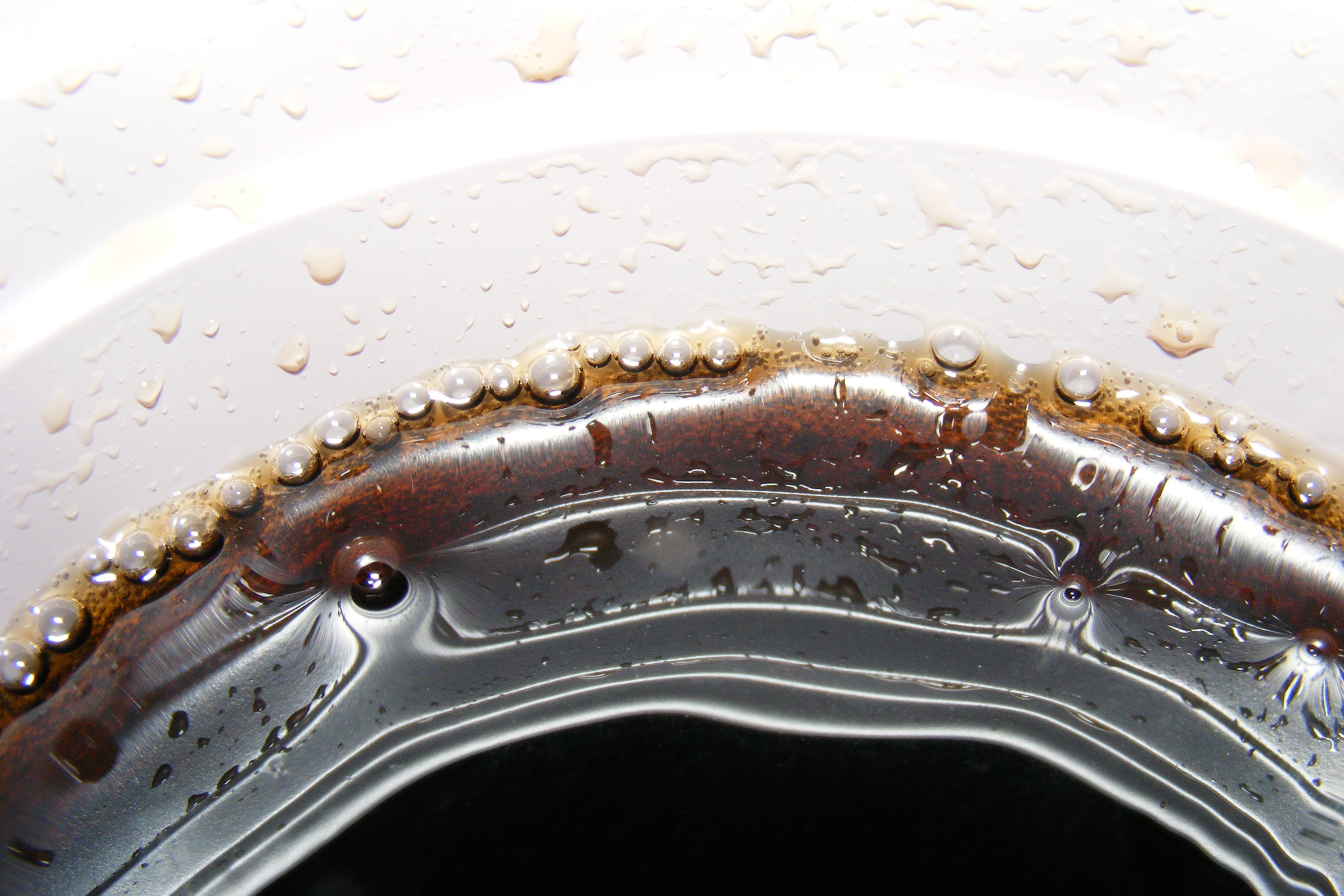
Bọt khí là bằng chứng của carbonate hóa trong ly cola.

Vì đã được carbonate hóa mà tiếng Việt thường gọi là "nước uống có gas", cola mang tính acid (acid carbonic hình thành carbon dioxide tan vào nước), và do đó có thể phản ứng mãnh liệt với các hóa chất cơ bản, như sô đa. Nhiều loại cola cũng có chứa acid phosphoric và/hoặc acid citric , những thứ còn làm tăng tính acid hơn. Cola có chứa acid phosphoric đã được quy là có liên hệ tới bệnh thận mãn tính. Uống từ hai chai cola loại này mỗi ngày có thể tăng gấp đôi khả năng mắc bệnh thận, trong khi cola có chứa acid citric không có tác dụng này.
Phản ứng Diet Coke và Mentos phun trào là một thí nghiệm khá phổ biến. Kẹo Mentos và bột kết tinh như đường và muối khi thêm vào cola (thường là coke ăn chay), sẽ gây ra xì gas do cung cấp nhiều điểm vi hạt nhận để CO2 dễ dàng giải phóng. Tuy nhiên điều này là một phản ứng vật lý do sự phóng thích CO2 hòa tan chứ không phải phản ứng hóa học.
Một thí nghiệm khác liên quan đến việc bỏ băng khô vào, bổ sung thêm carbon dioxide có thể buộc các phân tử carbon dioxide có sẵn trong nước uống thoát ra, tạo ra một vụ nổ, khiến chai vỡ tung.
Trong trường hợp khác, trộn những chất này với cola (hoặc bất kỳ thức uống có gas nào khác) sẽ khiến nước sủi bọt và tăng áp suất đáng kể lên chai, kết quả là hoặc chai hoặc nắp sẽ không còn nguyên vẹn.